# 맥리스프
맥리스프(Maclisp, MACLISP, MacLISP)는 리스프 언어의 방언인 프로그래밍 언어이다. 1960년대 말 매사추세츠 공과대학교(MIT)의 프로젝트 MAC에서 기원하였으며 리스프 1.5에 기반을 두었다. 리처드 그린블랫이 PDP-6용 오리지널 코드의 주 개발자이다. 존 L. 화이트는 이후 유지보수와 개발을 맡았다. '맥리스프'(MacLisp)라는 이름은 1970년대 초에 다른 PDP-6 리스프의 포크(특히 BBN 리스프)와 구별하기 위해 사용되기 시작했다.